# Hypocaccus fochi
Hypocaccus fochi är en skalbaggsart som först beskrevs av Auzat 1921.  Hypocaccus fochi ingår i släktet Hypocaccus och familjen stumpbaggar. Inga underarter finns listade i Catalogue of Life.